# Róża Czacka
Róża Czacka, in religione Madre Elżbieta (Elisabetta) Czacka (Bila Tserkva, 22 ottobre 1876 – Laski, 15 maggio 1961), è stata una religiosa polacca, fondatrice della Congregazione delle suore francescane ancelle della Croce. È stata beatificata, insieme al cardinal Wyszyński, il 12 settembre 2021 a Varsavia. La solenne cerimonia di beatificazione è stata presieduta dal cardinale Marcello Semeraro, in qualità di delegato del papa e prefetto della Congregazione delle cause dei santi.

## Biografia

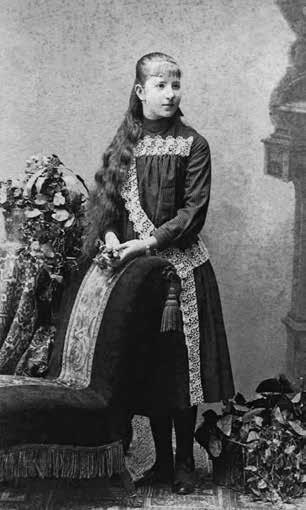
Róża Czacka in una foto del 1880

Róża Czacka nacque a Bila Tserkva il 22 ottobre 1876 in una famiglia aristocratica. Già dalla più tenera età iniziò a soffrire di disturbi oculari e rimase cieca a soli 22 anni. Data la sua condizione di salute, decise di dedicarsi alla cura delle persone non vedenti. A Varsavia nel 1909 aprì dei laboratori di artigianato e un istituto di educazione per i non vedenti. Nel 1918, sempre nella capitale polacca, fondò la Congregazione delle suore francescane ancelle della Croce. Questa nuova congregazione ha l'intento di aiutare ed assistere le persone non vedenti. Quando fu nominata Superiora Generale della congregazione da lei stessa formata, preferì trasferire il centro per i non vedenti a Laski, una cittadina nei pressi di Varsavia.
Il suo contributo nei confronti delle persone non vedenti fu prezioso: ella fondò scuole e laboratori speciali, perfezionò il metodo delle forme abbreviate nella scrittura dei ciechi e adattò l’alfabeto Braille alla fonetica polacca. Inoltre riorganizzò le case religiose della Congregazione e ne elaborò le prime costituzioni. A causa della sua cecità, nel 1950 rinunciò all’ufficio di Superiora generale e seguito dell'aggravarsi delle sue condizioni di salute, morì a Laski il 15 maggio 1961.
Il decreto sull’eroicità delle virtù, che la dichiarò venerabile, venne promulgato il 9 ottobre 2017 da papa Francesco.

## Il processo di beatificazione e canonizzazione
È stata presentata alla Congregazione delle cause dei santi un fascicolo riguardante la presunta guarigione miracolosa, attribuita all'intercessione di Madre Elżbieta Czacka, di una bambina, Karolina Gawrych, colpita da “gravissimo trauma cranicoencefalico e facciale con coma profondo”. La bambina, il 29 agosto 2010 a soli sette anni, fu colpita alla testa e al volto da una grossa altalena di legno. Dopo l'incidente, Karolina riportò un grave trauma cranio-facciale, e ne seguì subito la perdita della coscienza. Trasportata all’ospedale di Varsavia, la situazione era gravissima: fu sottoposta a due interventi neurochirurgici per cercare di sistemare il danno. Il 13 settembre 2010, inaspettatamente, si ebbe un miglioramento delle condizioni di salute che si protrasse nei giorni successivi. Il 5 novembre 2010 fu dimessa dall’ospedale in buone condizioni di salute.
La zia della bambina, una suora facente parte della Congregazione delle suore francescane ancelle della Croce, iniziò ad invocare l’intercessione di Madre Elżbieta Czacka per implorare la guarigione della bambina. Ella coinvolse le consorelle della sua comunità, tutta la Congregazione, e anche tutti i familiari e gli amici della bambina per recitare una novena e invocare l’intercessione della suora polacca.
Il 27 ottobre 2020 papa Francesco ha ricevuto in udienza privata il cardinale Marcello Semeraro, prefetto della Congregazione delle cause dei santi e, durante l’Udienza, il pontefice ha autorizzato la Congregazione a promulgare il decreto che riguarda il miracolo attribuito all’intercessione di Madre Elżbieta Czacka.
Il 12 settembre 2021 alle ore 12, nel Santuario della Divina Provvidenza a Varsavia, è stata celebrata la cerimonia di beatificazione della madre Elżbieta Róża Czacka e del cardinale Stefan Wyszyński. Madre Elżbieta Czacka e il cardinale Wyszyński si conoscevano e collaboravano nella cura dei non vedenti e nelle questioni sociali. Durante la Seconda guerra mondiale salvarono alcuni ebrei e dopo la guerra aiutarono i perseguitati dalle autorità comuniste. La celebrazione della beatificazione non è stata presieduta da papa Francesco, il quale è stato rappresentato dal cardinale Marcello Semeraro, in qualità di prefetto della Congregazione delle cause dei santi, che ha promulgato il decreto di beatificazione. La cerimonia è stata trasmessa in streaming anche sul canale YouTube dell'Arcidiocesi di Varsavia. La Chiesa cattolica celebra la memoria di Madre Elżbieta il 19 maggio.